# Богданов Єлій Анатолійович
Є́лій Анато́лійович Богда́нов  (17 травня 1872, Москва — 14 жовтня 1931)  — російський радянський учений, один з основоположників наукової зоотехнії в СРСР.

## Життєпис
Народився в Москві у сім'ї зоолога А. П. Богданова, закінчив Московський університет у 1895.
З 1897 — викладач, а з 1908 і до смерті — професор і завідувач кафедри загальної зоотехнії Московського сільськогосподарського інституту (тепер Московська ордена Леніна сільськогосподарська академія ім. К. А. Тімірязєва).
Опублікував понад 150 праць з питань виховання, годівлі і розведення сільськогосподарських тварин, методики й організації зоотехнічних досліджень, походження свійських тварин та інші.
Експериментально довів можливість утворення жиру в тілі тварини (свиней) з білків корму, показав позитивне значення симбіозу мікрофлори з тваринним організмом, науково обґрунтував радянську кормову одиницю, дослідами встановив успадкування тваринами набутих ознак.

## Твори
- Вибрані твори. К. — X., 1951.